# Công quốc Kleve
Công quốc Kleve (tiếng Đức: Herzogtum Kleve; tiếng Hà Lan: Hertogdom Kleef; tiếng Anh: Duchy of Cleves) là một nhà nước thuộc Đế chế La Mã Thần thánh, xuất hiện từ thời Trung cổ. Lãnh thổ của Kleve nằm ở phía Bắc Rheinland trên cả hai bờ của Hạ Rhein, xung quanh thủ đô Kleve của nó và các thị trấn Wesel, Kalkar, Xanten, Emmerich, Rees và Duisburg giáp với các vùng đất của Giáo phận vương quyền Münster ở phía Đông và Công quốc Brabant ở phía Tây. Lịch sử của Kleve có liên quan chặt chẽ đến lịch sử của các nước láng giềng ở phía Nam của nó: Công quốc Jülich và Công quốc Berg, cũng như Công quốc Guelder và Bá quốc Mark ở Westphalia. Công quốc cổ xưa được gọi là Cleveland trong tiếng Anh.
Lãnh thổ của công quốc gần như bao gồm các huyện ngày nay của Đức như Kleve (phần phía Bắc), Wesel và thành phố Duisburg, cũng như các phần lân cận của Limburg, Bắc Brabant và Gelderland thuộc Hà Lan hiện tại.